# Andrei Grigor
Andrei Grigor, pseudonimul literar al lui Nicolae Ioana, (n. 24 mai 1953, Moreni, Dâmbovița, România – d. 16 decembrie 2014, Galați, România) a fost un prozator și critic literar român, care s-a remarcat prin monografiile dedicate lui Marin Preda, Fănuș Neagu și Eugen Lovinescu și prin coordonarea amplei lucrări Cronologia vieții literare românești. Perioada postbelică (10 vol., 2010-2012). A fost distins cu două premii pentru critică literară ale Academiei Române.

## Biografie
S-a născut la Moreni în familia muncitorilor Ileana și Vasile Ioana. A urmat școala elementară și liceul în orașul natal, apoi a absolvit Facultatea de Limba și Literatura Română a Universității din București în 1978. A obținut în 1995 titlul de doctor în filologie la Universitatea din București cu teza Căruța lui Moromete, pe care acad. Eugen Simion o considera „o carte polemică, inspirată, bine scrisă, stil ironic, remarci fine despre ironia epică și tipologia predistă”.
După absolvirea facultății a lucrat ca profesor de limba română la mai multe școli din județul Dâmbovița (1978–1990), redactor la Caiete critice (1990–1997), secretar general de redacție la Literatorul (1995-1997). În anul 1996 a ocupat prin concurs postul de conferențiar universitar de literatura română la Universitatea „Valahia” din Târgoviște; s-a transferat în 1998 pe același post la Universitatea „Dunărea de Jos” din Galați, fiind promovat în 2002 la gradul de profesor universitar. A îndeplinit, de asemenea, funcțiile de decan al Facultății de Litere din cadrul Universității „Dunărea de Jos” din Galați (2004-2012), director al Școlii Doctorale a Facultății de Litere din cadrul Universității „Dunărea de Jos” din Galați (2008-2012), director al Centrului de Cercetări al Institutului de Istorie și Teorie literară „George Călinescu” al Academiei Române și expert evaluator pentru Centre de Excelență (din 2005), expert evaluator în Consiliul Național de Atestare a Titlurilor, Diplomelor și Certificatelor Universitare (Comisia filologică) și conducător de doctorat în domeniul Filologie (Literatură română, Literatură comparată, Teoria literaturii).

## Activitatea publicistică
A colaborat din anii 1980 cu articole, recenzii și studii literare la revistele Vatra, Viața românească, Limba și literatura română, Interval, Contrapunct, Adevărul literar și artistic, Fețele culturii (supliment literar-artistic al ziarului Azi), Antares și Porto-Franco. A publicat peste 250 de studii și articole despre literatura română interbelică și postbelică în reviste de specialitate din țară și din străinătate. La începutul anilor 1990 s-a alăturat colectivului care a editat revista culturală Avanpost, condusă de Eugen Simion și Mircea Nedelciu și scrisă de tineri scriitori optzeciști. După ce revista Avanpost și-a încetat apariția după 3-4 numere din lipsă de fonduri, Andrei Grigor a devenit redactor la revistele Caiete critice și Literatorul, unde a colaborat cu Gheorghe Tomozei, Lucian Chișu, Nicolae Iliescu, Marin Sorescu și Fănuș Neagu, remarcându-se prin calitățile sale de eseist și polemist. Criticul Eugen Simion, care l-a cunoscut în acea perioadă, îl descria astfel: „un tânăr subțiratic, tăcut, cu spiritul – mi s-a părut – mereu la pândă. Când se decidea să vorbească, comunica scurt, coerent, decis, ceea ce gândea și voia să spună. Avea umor, un umor de bună calitate, în stilul, mai de grabă, al umorului sec, englezesc, decât în stilul Creangă (sfătos și împăciuitorist)”.
A debutat cu proză scurtă în 1983 în revista Vatra, fiind inclus în volumul colectiv Debut ’86. În 1993 a publicat un volum de proză scurtă intitulat Cazarma cu ficțiuni. S-a remarcat în special prin activitatea de critic literar, publicând monografii despre Marin Preda, Fănuș Neagu și Eugen Lovinescu. După opinia acad. Eugen Simion, studiile critice despre Marin Preda, elaborate de Andrei Grigor, erau „printre cele mai bune din ultima vreme”, fiind scrise „cu o cordială exigență critică”.
În calitate de director al Centrului de Cercetări al Institutului de Istorie și Teorie literară „George Călinescu” al Academiei Române cerectătorul Andrei Grigor a făcut parte din colectivul de elaborare al Dicționarului General al Literaturii Române (2004-2009) și a fost coautor și coordonator redacțional al lucrării Cronologia vieții literare românești. Perioada postbelică (10 vol., 2010-2012). Acest proiect editorial, care a cuprins perioada 1944-1964, a necesitat o muncă asiduă.
Publicistul Andrei Grigor a fost distins cu mai multe premii importante pentru critică literară: Premiul Național „Marin Sorescu” al Academiei Române (2002), Premiul „Titu Maiorescu” al Academiei Române, Premiul „Dan Alexandru Condeescu” pentru critică literară și ediții critice acordat de Asociația Publicațiilor Literare și Editurilor din România (APLER) (2012) pentru Cronologia vieții literare românești. 1944-1964, Premiul Special acordat de Muzeul Național al Literaturii Române (MNLR) (2014) pentru coordonarea lucrării Cronologia vieții literare românești. A obținut, de asemenea, titlul de Cetățean de Onoare al municipiului Galați, în 2011.

## Opera
- Cazarma cu ficțiuni, proză scurtă, Ed. Eminescu, București, 1993;
- Marin Preda - incomodul, Ed. Porto-Franco, Galați, 1996;
- Căruța lui Moromete, Ed. Eminescu, București, 2001;
- Fănuș Neagu : monografie, antologie comentată, receptare critică, Ed. Aula, Brașov, 2001;
- Eugen Simion : monografie, antologie comentată, receptare critică, Ed. Aula, Brașov, 2001;
- Eugen Lovinescu : breviar, Ed. Aula, Brașov, 2002;
- Romanele lui Marin Preda, Ed. Aula, Brașov, 2003;
- Eugen Simion. În ariergarda avangardei : Convorbiri cu Andrei Grigor, 2004; ediția a II-a adăugită, Ed. Curtea Veche, București, 2012.